# Керрі Престон
Керрі Престон (англ. Carrie Preston; нар. 21 червня 1967, Мейкон, Джорджія, США) — американська акторка кіно і телебачення, монтажерка, продюсерка та режисерка. Найбільш відома її робота в «Справжній крові».

## Біографія
Керрі Престон народилася 21 червня 1967 року в Мейконі, американський штат Джорджія, в родині лікаря та інженера-геотехніка. Її брат Джон (англ. John G. Preston) — теж актор. 
Ще в ранньому віці Керрі виявила в собі нездоланну тягу до мистецтва. Вже у 12 років вона стала імпресаріо власної театральної кампанії, де була й авторкою, і асистенткою режисерки, і костюмеркою, і директоркою, і акторкою. Керрі Престон закінчила престижну школу виконавчих видів мистецтва і здобула ступінь бакалавра в університеті Евансвілла.
Акторську кар'єру Престон почала в американському телесеріалі 1996—2002 роки «Міська круговерть», де з'явилася в епізоді. Далі була епізодична роль в комедії «Весілля мого найкращого друга», де їй випав шанс грати з Джулією Робертс, Дермотом Малруні і Кемерон Діас. У цьому ж році на екрани вийшов ще один фільм за участю Кері Престон, комедія «В бідності і в багатстві», в якій головні ролі виконали Тім Аллен, Кірсті Еллі, Майкл Лернер.
У 1998 році талановита акторка погодилася на зйомки в серіалі «Секс і Місто» і бойовику «Меркурій у небезпеці». Вона блискуче зіграла Емілі Ленг в парі з Брюсом Віллісом.
Наступною етапною подією у творчій біографії Керрі Престон стала участь у стрічках «Грейс і Глорія», «Уроки кохання», «Колиска буде гойдатися», «Нічого особистого» режисера Джона Патріка Шенлі. Партнерами акторки стали такі ветерани кіно: Меріл Стріп, Філіп Сеймур Гоффман. У фільмі була показана історія шкільної директорки сестри Елозіус, яка мусить побороти свій страх і звинуватити священника в завдаванні образи афроамериканському учневі.
На початку нового тисячоліття режисер Роберт Редфорд запросив Керрі Престон на другорядну роль в спортивну мелодраму «Легенда Багера Ванса», де головні ролі виконали Вілл Сміт, Метт Деймон і Шарліз Терон. У драмі того ж року «Шукайте жінку» режисера Кіфера Сазерленда Престон в партнерстві з Голлі Гантер і Майклом Моріарті виконала роль другого плану.
Серед кіноробіт акторки значилися такі фільми та серіали: «Закон і порядок. Злочинні наміри», «Затримка розвитку», «Королева екрану», «Відчайдушні домогосподарки», «Залишитися в живих», «Чудопад», «Степфордські дружини» режисера Френка Оза з Ніколь Кідман, Меттью Бродеріком, Бетт Мідлер і Гленн Клоуз у головних ролях. Трохи пізніше Керрі Престон увійшла в число акторів, які взяли участь у створенні серіалу «Особливий відділ», картини «Числа», комедійної драми режисера Дункана Таккера «Трансамерика», де головні ролі зіграли Фелісіті Гаффман, Кевін Зегерс, Фіоннула Фленеґан.
У 2007 році роль Евелін Вуосо в драмі режисера Алана Болла «Як на долоні» принесла Керрі Престон славу цікавої характерної акторки. Її партнерами на знімальному майданчику стали Саммер Бішіл, Кріс Мессіна, Марія Біло. Наступний рік приніс Престон головну роль Орлін Флауерс у вампірському фільмі жахів «Справжня кров» режисерів Майкла Леманна, Скотта Вінанта, Джона Дала. У фільмі були задіяні Анна Паквін, Стівен Моєр, Сем Траммелл і Раян Квонтен.
Далі Керрі Престон разом з братом Джоном Дж. Престоном і Лурі Постон чудово відпрацювали головні ролі в комедії все того ж року режисера Джеймса Васкеса «Готові? Добре!» про проблеми батьків і дітей. У цьому ж 2008 році акторка з'явилася і на великому екрані в епізодичній ролі в комедійній мелодрамі «Вікі Крістіна Барселона» режисера Вуді Аллена. Головні ролі тоді зіграли Ребекка Голл, Скарлетт Йоганссон, Крістофер Івен Велш.
У перше десятиліття 2000-х років Керрі Престон стала помітною фігурою в Голлівуді. Акторка була помічена у фантастичному серіалі Майкла Леманна, Скотта Вінанта, Даніеля Мінехена «Крапля цієї крові», що вийшов на екрани в 2010 році. Головні ролі виконали Анна Паквін, Стівен Моєр і Джим Перрак.
Кері Престон одружена з американським актором Майклом Емерсоном.

## Вибрана фільмографія
| Рік        |   | Українська назва                    | Оригінальна назва                 | Роль                                       |
| ---------- | - | ----------------------------------- | --------------------------------- | ------------------------------------------ |
| 1997       | ф | Весілля мого найкращого друга       | My Best Friend's Wedding          | Аманда Ньюгауз                             |
| 1997       | ф | В бідності і в багатстві            | For Richer or Poorer              | Ребекка Йодер                              |
| 1998       | ф | Меркурій в небезпеці                | Mercury Rising                    | Емілі Ланг                                 |
| 1999       | с | Секс і місто                        | Sex and the City                  | Медлін Данн                                |
| 2000       | ф | Легенда Багера Ванса                | The Legend of Bagger Vance        | Ідалін Ґрівз                               |
| 2003—2006  | с | Закон і порядок: Злочинні наміри    | Law & Order: Criminal Intent      | Меган Колбі / Дорін Вітлок / Лена Коупленд |
| 2004       | ф | Степфордські дружини                | The Stepford Wives                | Барбара                                    |
| 2004       | с | Дивопад                             | Wonderfalls                       | сестра Катріна                             |
| 2005       | ф | Трансамерика                        | Transamerica                      | Сідні                                      |
| 2005       | с | 4исла                               | Wonderfalls                       | Вікі Сайтс                                 |
| 2006       | с | Уповільнений розвиток               | Arrested Development              | Джен Іґлмен                                |
| 2007       | ф | Приємна несподіванка                | Lovely by Surprise                | Маріан Вокер                               |
| 2007       | с | Загублені                           | Lost                              | Емілі Лайнус                               |
| 2007       | с | Відчайдушні домогосподарки          | Desperate Housewives              | Люсі                                       |
| 2008       | ф | Вікі Крістіна Барселона             | Vicky Cristina Barcelona          | Саллі                                      |
| 2008       | ф | Сумнів                              | Doubt                             | Крістін Герлі                              |
| 2008—2014  | с | Справжня кров                       | True Blood                        | Арлін Фаулер                               |
| 2009       | ф | Подвійна гра                        | Duplicity                         | Барбара Бофферд                            |
| 2009       | с | Приватна практика                   | Private Practice                  | Івонн Пірс                                 |
| 2010—2016  | с | Гарна дружина                       | The Good Wife                     | Елсбет Тасіоні                             |
| 2011       | с | Закон і порядок: Спеціальний корпус | Law & Order: Special Victims Unit | Белла Зейн                                 |
| 2012       | с | Дорогий доктор                      | Royal Pains                       | Джекі Ван Арк                              |
| 2012—2016  | с | В полі зору                         | Person of Interest                | Ґрейс Гендрікс                             |
| 2014       | с | Послідовники                        | The Following                     | Джуді                                      |
| 2017       | ф | До кісток                           | To the Bone                       | Сьюзан                                     |
| 2017       | ф | Дейзі Вінтерс                       | Daisy Winters                     | тітка Маргарет                             |
| 2017—2022  | с | Хороша боротьба                     | The Good Fight                    | Елсбет Тасіоні                             |
| 2018       | с | Королівські перегони Ру Пола        | RuPaul's Drag Race                | сама себе, запрошена суддя                 |
| 2022       | ф | Космічне дивацтво                   | Space Oddity                      | Джейн                                      |
| 2023       | ф | Залишенці                           | The Holdovers                     | Лідія Крейн                                |
| 2024—т. ч. | с | Елсбет                              | Elsbeth                           | Елсбет Тасіоні                             |